# 恩斯特·卡爾滕布倫納
恩斯特·卡爾滕布倫納（德語：Ernst Kaltenbrunner，1903年10月4日—1946年10月16日）是一名奧地利裔納粹德國以及党卫队的重要领导人，被授予黨衛隊上级集團領袖、警察兼武装党卫军上将阶级。
卡尔滕布鲁纳于1930年加入纳粹党，1931年加入党卫队，到1935年时已被视为奥地利党卫队的领导人之一。1938年，他参与协助完成了德奥合并，并被任命为奥地利的党卫队与警察力量总指挥。1943年1月，卡尔滕布鲁纳接替于1942年5月被刺杀的莱因哈德·海德里希，出任帝国保安总部（RSHA）局长。
作为一名坚定的反犹主义者，卡尔滕布鲁纳在策划猶太大屠杀和纳粹种族灭绝政策中发挥了关键作用，其领导下该政策进一步升级。他负责统筹多个安全与执法机构，执行大规模的灭绝行动，镇压被占领区的抵抗运动，并主导了大量的逮捕、驱逐与处决行为。1945年5月8日德國投降後，卡爾滕布倫納于1945年5月12日在奥地利被美军巡逻兵逮捕。在纽伦堡审判中，卡尔滕布鲁纳是接受审判的党卫队中级别最高的成员（希姆莱已于1945年5月自杀身亡）。他被判犯有战争罪和反人类罪，于1946年10月16日被处以绞刑执行。

## 生平

### 早年
卡爾滕布倫納出生於奧地利的因河地区里德，父親是一位律師。就讀在林茲德式9年理科學制教育及之後的格拉茨大學，並於1926年取得法律學位，在1928年成為律師。他的身高相當的高，足有201公分，在他頭上另有在學生時期打鬥而明顯傷疤，然而根據一些來源，這些打鬥的傷疤可然是酒駕事故所致。

### 早期事業

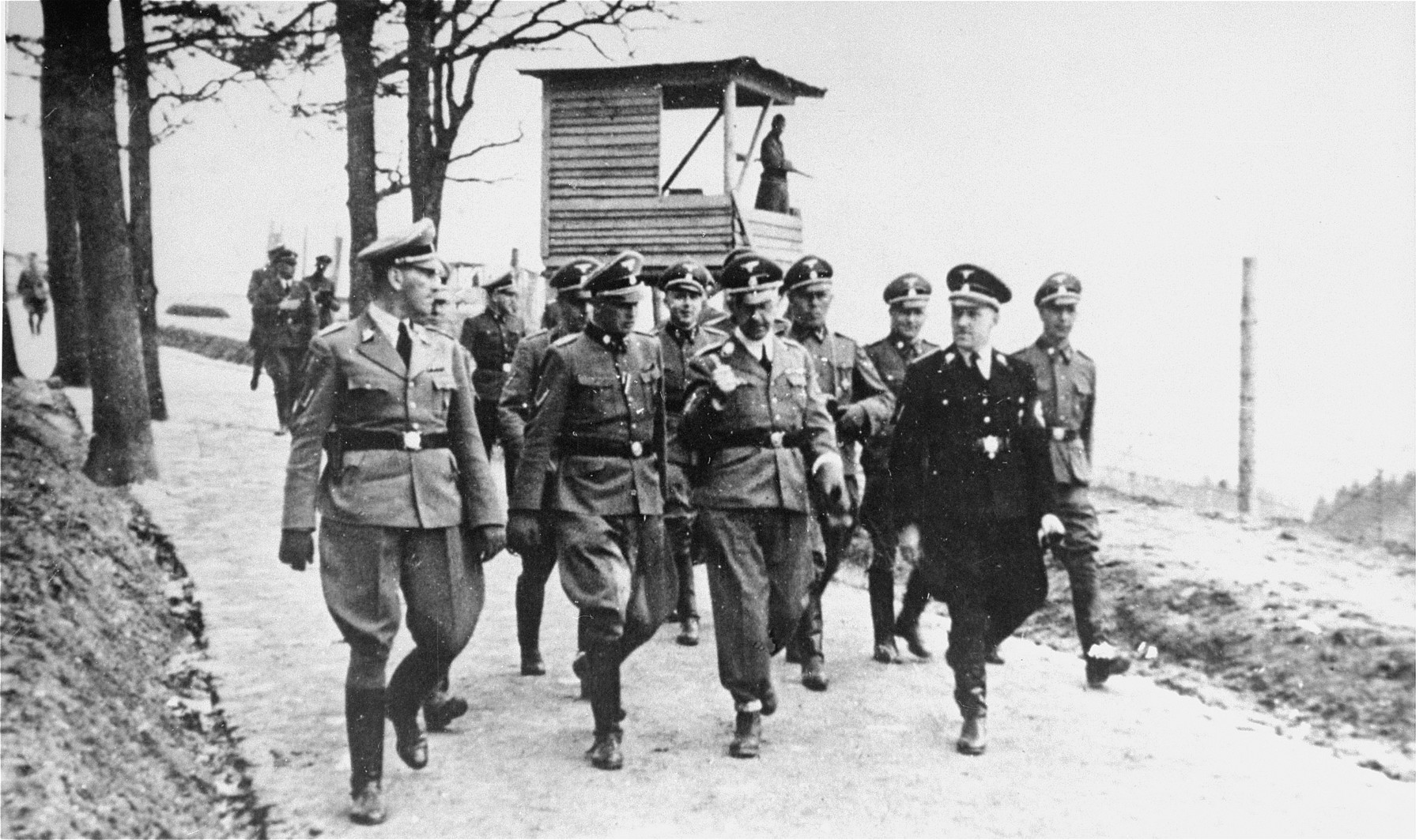
卡爾滕布倫納與希姆萊、奧古斯特·埃格魯伯（August Eigruber）及其他黨衛隊成員在毛特豪集中營管理者弗蘭茲·齊瑞斯一同參觀該集中營

卡爾滕布倫納於1932年在奧地利加入納粹黨與其下的黨衛隊，在黨衛隊第八旅管區（SS-Abschnitt VIII）中作為一位地區發言人與法律顧問。在1934年他被當時奧地利政府與其他納粹黨員關進凱撒斯泰因布魯赫（Kaisersteinbruch）集中營，同一年被以叛國罪與涉嫌行刺陶爾斐斯而再次被捕。這項指控刻意被遺漏，但仍因謀反罪被判6個月徒刑。
同年，卡爾滕布倫納與妻子埃德（Elisabeth Eder）结婚，后擁有3名子女，所有子女都在戰爭中倖存。自從1935年中期卡爾滕布倫納成為奧地利黨衛隊領導人。他支持德奧合併，在合併後被希特勒晉昇為黨衛隊准將。1938年9月11日被提升為黨衛隊中將，他在1938年後也是德國國會議員。

### 二次大戰時期

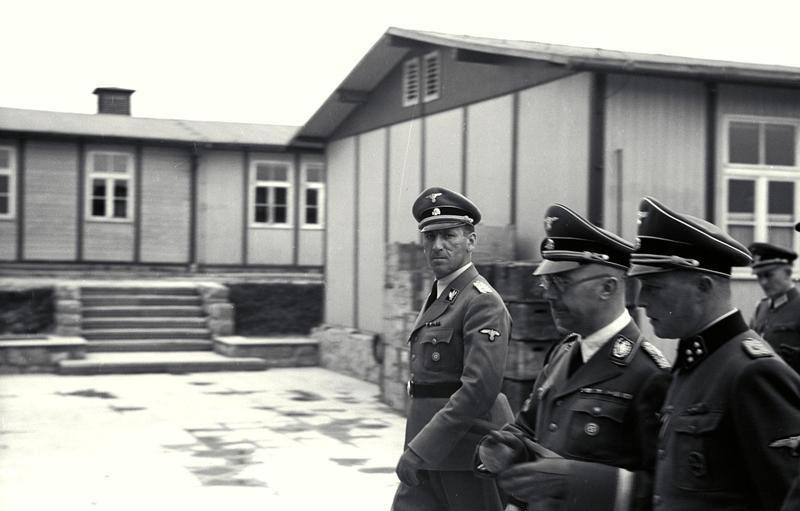
卡爾滕布倫納、希姆萊與弗蘭茲·齊瑞斯

在1940年7月卡爾滕布倫納被任為武裝黨衛隊的後備役少将，在之後的1941年4月被提升為警察少將。在1943年1月30日被任命為國家安全總局局長，以接替被刺而死的海德里希，直至德國戰敗。在1943年6月21日晉升為黨衛隊上將及警察中將也成為國際刑警總裁。
直到德國戰敗，卡爾滕布倫納的權力迅速的擴張，特別在7月20日密謀案後，他取得直通希特勒的管道也同時負責人民法庭與處死被指控暗殺希特勒的人。他權力的擴張使希姆萊感到畏懼，他刻意以自己的高大身軀、臉上傷疤及多變的情绪來讓自己成為令人惡懼的角色，也謠傳他對阿道夫·艾希曼僅至上校階級有一定責任。他也是與奧托·斯科爾茲內是長年好友，卡爾滕布倫納給予了斯科爾茲內許多秘密任務，使他成為希特勒重要的特工。卡爾滕布倫納曾負責主要盟軍國家元首刺殺任務，在之後的1943年希姆萊成為新一任的國家內政部長後，卡爾滕布倫納寄了一封信向希特勒抗議如此作為會讓希姆莱進一步擴張他的權力。

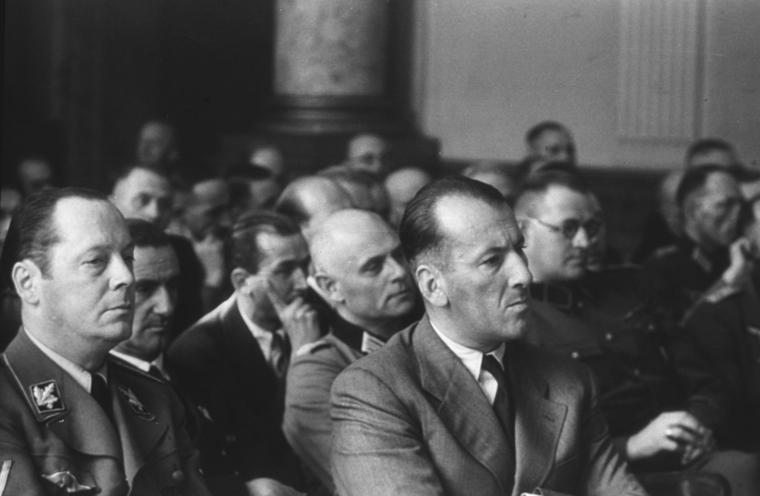
卡爾滕布倫納（前排右側）於審判1944年7月20日密謀案的人民法庭

在1944年12月卡爾滕布倫納與其他將軍一同被提昇為武裝黨衛隊上將。直至被盟軍逮補是以軍官身分非而警官身分。在1944年12月9日被授予騎士戰功鑲劍勳章、納粹黨金質獎章及血之勳章。
在1945年4月18日希姆萊任命卡爾滕布倫納為南歐殘餘德國武裝力量總司令，他知道他的情報特工形成了後方地下網路，他底下有主管破壞單位的奧托·斯科爾茲內及主掌南歐重要城市特工的Wilhelm Waneck。1945年4月底他將總部從柏林移往在奧地利的Alt-Aussee，在1945年5月12日被美軍巡邏兵逮捕。

### 紐倫堡審判
於紐倫堡審判中卡爾滕布倫納被以反和平密謀罪、戰爭罪與反人道罪起訴，其後兩者有罪，被處絞刑，其罪行最關鍵證據為奧許維茲集中營管理者魯道夫胡斯所陳述。

#### 死亡

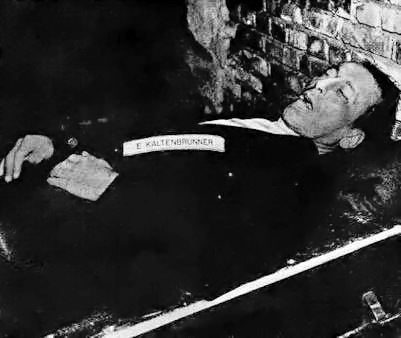
被處死的卡爾滕布倫納

在紐倫堡審判中以反人道罪及戰爭罪被宣判有罪，處以絞刑，1946年10月16日1點40分左右被絞死。
卡爾滕布倫納的臨終遺言：
|  | 我以熾熱的心熱愛德國人民與我的祖國，我所做的一切職責謹遵人民的法律，我遺憾這次人民被非士兵的人所領導且對那些指控的罪行一無所知，祝德國好運。 |